# 多伯爾切尼鄉
47°49′N 27°4′E / 47.817°N 27.067°E
多伯爾切尼鄉（羅馬尼亞語：Comuna Dobârceni, Botoșani），是羅馬尼亞的鄉份，位於該國東北部，由博托沙尼縣負責管轄，面積58平方公里，海拔高度187米，2007年人口2,867，人口密度每平方公里50人。